# يوم في الصيف (رواية)
 يوم في الصيف (بالإنجليزية: A Day in Summer)‏ هي رواية للكاتب الإنجليزي جي إل كار، نشرت عام 1963، عن دار نشر باري آند روكليف.